# Huerta Sur
Huerta Sur o Huerta-Albufera (en valenciano l'Horta Sud o l'Horta-Albufera) es una comarca de la Comunidad Valenciana, España. 
Al igual que las otras comarcas del área metropolitana de Valencia, no cuenta con delegación de la Generalidad Valenciana, por lo que oficialmente no existe capital administrativa. Pese a esto, debido a que Catarroja es una de las cabezas de partido judicial en la comarca, junto con Picasent, y allí se encuentran la mayor parte de los servicios públicos, como son la Agencia Tributaria, el INEM, el Servef, la Seguridad Social, juzgados, etc., se considera que esta localidad es la capital de facto. El municipio más poblado es Torrente.
Esta comarca, junto con la ciudad de Valencia y la comarca de la Huerta Norte, forma el área metropolitana de Valencia.

## Geografía
Limita al norte con la ciudad de Valencia y la Huerta Norte, al noroeste con el Campo de Turia, al oeste con la Hoya de Buñol y la Ribera Alta, por el este con la Albufera, y al sur con la Ribera Baja y la Ribera Alta.

## Municipios
| Municipio                | Nombre oficial       | Población (2023) | Superficie | Densidad  |
| ------------------------ | -------------------- | ---------------- | ---------- | --------- |
| Torrente                 | Torrent              | 87 295           | 69,20      | 1187,98   |
| Mislata                  | Mislata              | 45 644           | 2,10       | 20 805,24 |
| Aldaya                   | Aldaia               | 33 376           | 19,90      | 1601,21   |
| Manises                  | Manises              | 31 573           | 16,10      | 1920,43   |
| Chirivella               | Xirivella            | 30 749           | 5,20       | 5696,73   |
| Alacuás                  | Alaquàs              | 29 825           | 3,90       | 7579,74   |
| Catarroja                | Catarroja            | 29 316           | 13,04      | 2156,44   |
| Paiporta                 | Paiporta             | 27 124           | 3,90       | 6689,23   |
| Cuart de Poblet          | Quart de Poblet      | 25 590           | 19,70      | 1256,85   |
| Picasent                 | Picassent            | 22 236           | 85,78      | 244,14    |
| Alfafar                  | Alfafar              | 21 879           | 10,10      | 2068,32   |
| Silla                    | Silla                | 19 683           | 25,00      | 750,84    |
| Albal                    | Albal                | 17 024           | 7,40       | 2216,08   |
| Benetúser                | Benetússer           | 16 322           | 0,76       | 21 153,84 |
| Picaña                   | Picanya              | 11 760           | 7,50       | 1535,07   |
| Sedaví                   | Sedaví               | 10 637           | 1,83       | 5646,45   |
| Alcácer                  | Alcàsser             | 10 575           | 9,01       | 1114,21   |
| Masanasa                 | Massanassa           | 10 146           | 5,60       | 1726,25   |
| Beniparrell              | Beniparrell          | 2074             | 3,70       | 527,57    |
| Lugar Nuevo de la Corona | Llocnou de la Corona | 124              | 0,0128     | 9218,75   |
| Total                    |                      | 482 509          | 309,73     | 15222,28  |

## Mancomunidad Intermunicipal de la Huerta Sur
La Mancomunidad Intermunicipal de la Huerta Sur, es una agrupación voluntaria de 20 municipios con carácter jurídico que tiene por finalidad la prestación conjunta de servicios y competencias supramunicipales. Los municipios integrantes son: Alacuás, Albal, Alcácer, Aldaya, Alfafar, Benetúser, Beniparrell, Catarroja, Lugar Nuevo de la Corona, Manises, Masanasa, Mislata, Paiporta, Picaña, Picasent, Cuart de Poblet, Sedaví, Silla, Torrente y Chirivella.

## Lengua
La Huerta Sur se encuentra ubicada dentro del ámbito lingüístico valencianoparlante. Debido a la llegada de numerosos inmigrantes castellanohablantes en las décadas de los 60 y 70, en numerosos municipios se ha ido reduciendo el porcentaje de valencianoparlantes. Aun así, es la subcomarca con mayor conocimiento y uso del valenciano del área metropolitana de Valencia. Desde 2017 un 72% de los colegios de la Huerta Sur imparten la enseñanza íntegramente en valenciano.

## Historia
Antiguamente la comarca de la Huerta de Valencia incluía las actuales comarcas de la Huerta Norte, la Huerta Sur y la ciudad de Valencia. Debido al crecimiento de todas estas comarcas se dividió en las cuatro comarcas actuales.
La comarca de la Huerta Sur es de creación moderna, en el año 1989, y comprende parte de la antigua comarca de la Ribera Baja, y parte de la histórica Huerta de Valencia. Estas comarcas antiguas aparecen en el mapa de comarcas de Emili Beüt "Comarques naturals del Regne de València" publicado en el año 1934.
En el año 2023 los municipios de la polémica comarca de la Huerta Oeste fueron oficialmente asignados a la de la Huerta Sur, con excepción de Paterna que entró en la Huerta Norte.

### Gota fría de 2024
A finales de octubre de 2024, la comarca sufrió catastróficas inundaciones debido a un temporal de gota fría, que arrasó con carreteras, puentes y viviendas, dejando más de 200 muertos y miles de damnificados. Las intensas lluvias desbordaron ríos y sistemas de drenaje, sumergiendo calles enteras bajo el agua y causando estragos en cultivos y propiedades. La comunidad, profundamente afectada, enfrenta ahora el desafío de la reconstrucción en medio de una emergencia humanitaria.
La gota fría (popularmente conocida como DANA) de 2024, decrecía radicalmente la popularidad de todos los partidos políticos en España. El gobierno de la Generalidad Valenciana, liderado por Mazón, fue incapaz de dirigir un mensaje a la población de aviso por las fuertes inundaciones, provocando la muerte de centenares de personas que podrían haber sido evitadas. Por su parte, el gobierno central de Pedro Sánchez, no quiso desplegar ningún medio para paliar la catástrofe argumentando falazmente que para intervenir necesitaba la aprobación del gobierno de la Generalidad Valenciana. Días e incluso semanas (en algunas localidades) después de la tragedia ocurrida, ni el gobierno central ni el gobierno de la Generalitat, habían desplegado medios, acusando al partido rival de su inacción, mientras eran los ciudadanos de la región como miles de voluntarios de toda España los que comenzaron a organizarse para limpiar las calles y volver a la normalidad. Está desafeccion política se mostró el día en el que se presentaron tanto el rey de España acompañado de Mazón como el presidente Pedro Sánchez, que fueron abucheados, les arrojaron objetos barro e incluso se le rompieron las ventanillas del coche a Sánchez.